# Площадь круга
Площадь круга с радиусом r равна {\displaystyle \pi r^{2}}. Здесь {\displaystyle \pi } (греческая буква «пи») обозначает отношение  длины окружности к её диаметру: π {\displaystyle \approx 3{,}14159265.}

## Связанные понятия
- Сектор круга (закрашен зелёным)
- Сегмент круга (закрашен жёлтым)

Площадь сектора круга равна {\displaystyle S={\frac {\theta r^{2}}{2}}}, где {\displaystyle \theta } — угловая величина дуги сектора в радианах.
Площадь сегмента круга равна {\displaystyle S={\frac {1}{2}}r^{2}(\theta -\sin \theta )}, где {\displaystyle \textstyle \theta } — угол в радианах

## История
Современные математики могут получить площадь круга с помощью методов интегрирования или вещественного анализа. Однако площадь круга изучалась ещё в Древней Греции. Гиппократ Хиосский (в своих попытках квадрирования гиппократовых луночек) первым сформулировал утверждение: площадь круга пропорциональна квадрату его диаметра. Евдокс Книдский в IV веке до н. э. строго доказал это утверждение. Однако они не установили значения коэффициента пропорциональности.
Античные математики также безуспешно пытались решить задачу «квадратуры круга», то есть построения с помощью циркуля и линейки квадрата, равновеликого по площади заданному кругу. Проблемой занимались крупнейшие античные учёные — Анаксагор, Антифон, Брисон Гераклейский, Архимед и другие; неразрешимость этой задачи следует из неалгебраичности (трансцендентности) числа {\displaystyle \pi }, которая была доказана в 1882 году Линдеманом.
Архимед в III веке до н. э. использовал методы евклидовой геометрии, чтобы показать в своей книге «Измерение круга», что площадь круга равна площади прямоугольного треугольника, основание которого равно длине окружности, а высота равна радиусу окружности. В современных обозначениях, длина окружности равна {\displaystyle 2\pi r}, а площадь треугольника равна половине произведения основания на высоту, что даёт {\displaystyle \pi r^{2}.} Архимед уточнил значение числа {\displaystyle \pi }:
{\displaystyle 3{\frac {10}{71}}<\pi <3{\frac {1}{7}}}
Для доказательства Архимед построил для круга вписанный и описанный 96-угольники и вычислил длины их сторон (см. ниже).
Средневековые европейские математики использовали для обоснования формулы площади круга метод неделимых. Представим себе разворачивание концентричных кругов бесконечно малой толщины в отрезки, получим прямоугольный треугольник с высотой r и основанием {\displaystyle 2\pi r} (основание получается из внешней окружности круга). Вычисление площади треугольника даст площадь круга:
Площадь = {\displaystyle {1 \over 2}\cdot } основание {\displaystyle \cdot } высота = {\displaystyle {1 \over 2}\cdot 2\pi r\cdot r<=\pi r^{2}}.

## Доказательства

### Предельный переход
Площадь правильного многоугольника равна половине периметра, умноженного на апофему (высоту).  При увеличении числа сторон многоугольник стремится к кругу, а апофема стремится к радиусу. Это даёт основание считать, что площадь круга равна произведению половины длины окружности на радиус, то есть {\displaystyle \pi \cdot r\cdot r=\pi r^{2}}.

### Доказательство Архимеда
Следуя Архимеду, сравним площадь круга с площадью прямоугольного треугольника, основание которого равно длине окружности, а высота равна радиусу. Если площадь круга не равна площади треугольника, она должна быть меньше или больше. Исключим оба варианта, что оставит только одну возможность — площади равны. Для доказательства будем использовать правильные многоугольники.

#### Не больше
Предположим, что площадь круга C больше площади треугольника T = 1⁄2cr. Пусть E означает превышение площади. Впишем квадрат в окружность, чтобы все его четыре угла лежали на окружности. Между квадратом и окружностью четыре сегмента. Если общая их площадь G4 больше E, делим каждую дугу пополам, что превращает вписанный квадрат в восьмиугольник и образует восемь сегментов с меньшим общим зазором, G8. Продолжаем деление, пока общий зазор Gn не станет меньше E. Теперь площадь вписанного многоугольника Pn = C − Gn должна быть больше площади треугольника.
{\displaystyle {\begin{aligned}E&{}=C-T\\&{}>G_{n}\\P_{n}&{}=C-G_{n}\\&{}>C-E\\P_{n}&{}>T\end{aligned}}}
Но это ведёт к противоречию. Для доказательства проведём высоту из центра окружности на середину стороны многоугольника, её длина h меньше радиуса окружности. Пусть каждая сторона многоугольника имеет длину s, сумма всех сторон составит ns, и эта величина меньше длины окружности. Площадь многоугольника состоит из n равных треугольников высоты h с основанием s, что даёт 1⁄2nhs. Но  h < r и ns < c, так что площадь многоугольника должна быть меньше площади треугольника 1⁄2cr, получили противоречие.

#### Не меньше
Предположим, что площадь круга меньше площади треугольника. Пусть D означает разницу площадей. Описываем квадрат вокруг окружности, так что середины сторон лежат на ней. Если суммарный зазор между квадратом и окружностью G4 больше D, срезаем углы касательными, превращая квадрат в восьмиугольник и продолжаем такие отсечения пока площадь зазора не станет меньше D. Площадь многоугольника Pn должна быть меньше T.
{\displaystyle {\begin{aligned}D&{}=T-C\\&{}>G_{n}\\P_{n}&{}=C+G_{n}\\&{}<C+D\\P_{n}&{}<T\end{aligned}}}
Это тоже приводит к противоречию. Каждый перпендикуляр, проведённый от центра круга к середине стороны, является радиусом, т.е. имеет длину r. А поскольку сумма сторон больше длины окружности, многоугольник из n одинаковых треугольников даст площадь, большую T. Снова получили противоречие.
Таким образом, площадь круга в точности равна площади треугольника.

### Доказательство перегруппировкой
Следуя Сато Мошуну и Леонардо да Винчи, мы можем использовать вписанные правильные многоугольники другим способом. Предположим, мы вписали шестиугольник. Разрежем шестиугольник на шесть треугольников, делая сечения через центр. Два противоположных треугольника содержат общие диаметры. Сдвинем теперь треугольники, чтобы радиальные стороны стали смежными. Теперь пара треугольников образует параллелограмм, в котором стороны шестиугольника образуют две противоположные стороны длиной s. Две радиальные стороны становятся боковыми сторонами, а высота параллелограмма равна h (как в доказательстве Архимеда). Фактически, мы можем собрать все треугольники в один большой параллелограмм, располагая в ряд  полученные параллелограммы (из двух треугольников). То же самое будет верно, если мы будем увеличивать число сторон. Для многоугольника с 2n сторонами параллелограмм будет иметь основание  ns и высоту h. С ростом числа сторон длина основания параллелограмма увеличивается, стремясь к половине окружности, а высота стремится к радиусу. В пределе параллелограмм становится прямоугольником с шириной πr и высотой r.
| многоугольник | многоугольник | многоугольник | параллелограмм | параллелограмм | параллелограмм | параллелограмм | параллелограмм | параллелограмм |
| n             |               | сторона       |                | основание      |                | высота         |                | площадь        |
| ------------- | ------------- | ------------- | -------------- | -------------- | -------------- | -------------- | -------------- | -------------- |
| 4             |               | 1,4142136     |                | 2,8284271      |                | 0,7071068      |                | 2,0000000      |
| 6             |               | 1,0000000     |                | 3,0000000      |                | 0,8660254      |                | 2,5980762      |
| 8             |               | 0,7653669     |                | 3,0614675      |                | 0,9238795      |                | 2,8284271      |
| 10            |               | 0,6180340     |                | 3,0901699      |                | 0,9510565      |                | 2,9389263      |
| 12            |               | 0,5176381     |                | 3,1058285      |                | 0,9659258      |                | 3,0000000      |
| 14            |               | 0,4450419     |                | 3,1152931      |                | 0,9749279      |                | 3,0371862      |
| 16            |               | 0,3901806     |                | 3,1214452      |                | 0,9807853      |                | 3,0614675      |
| 96            |               | 0,0654382     |                | 3,1410320      |                | 0,9994646      |                | 3,1393502      |
| ∞             |               | 1/∞           |                | π              |                | 1              |                | π              |

### Интегрирование
Используя интегралы, мы можем просуммировать площадь круга, разделив его на концентрические окружности подобно луковице. Площадь бесконечно тонкого «слоя» радиуса t будет равна 2πt dt, то есть произведению длины окружности на толщину слоя. В результате получим элементарный интеграл для круга радиуса r.
{\displaystyle {\begin{aligned}\mathrm {Area} (r)&{}=\int _{0}^{r}2\pi t\,dt\\&{}=\left[(2\pi ){\frac {t^{2}}{2}}\right]_{t=0}^{r}\\&{}=\pi r^{2}.\end{aligned}}}
Можно разбивать круг не на кольца, а на треугольники с бесконечно малым основанием. Площадь каждого такого треугольника равна 1/2 * r * dt. Суммируя (интегрируя) все площади этих треугольников, получим формулу круга:
{\displaystyle {\begin{aligned}\mathrm {Area} (r)&{}=\int _{0}^{2\pi r}{\frac {1}{2}}r\,dt\\&{}=\left[{\frac {1}{2}}rt\right]_{t=0}^{2\pi r}\\&{}=\pi r^{2}.\end{aligned}}}

## Быстрая аппроксимация
Для применения формулы площади круга необходимо знать с нужной точностью значение числа {\displaystyle \pi }. Вычисления, проведённые Архимедом, были трудоёмкими, и он остановился на многоугольнике с 96 сторонами. Более быстрый метод использует идеи Снелла (1621), позднее развитые Гюйгенсом (1654).

### Метод удвоения Архимеда
Если задан круг, пусть un будет периметром вписанного правильного n-угольника, а Un — периметром описанного правильного n-угольника.  Тогда un и Un являются нижней и верхней границей длины окружности, которые становятся точнее с ростом n, а их среднее значение  (un + Un)/2 становится особенно хорошей аппроксимацией длины окружности.  Чтобы вычислить un и Un для больших n, Архимед вывел следующие формулы:
{\displaystyle u_{2n}={\sqrt {U_{2n}u_{n}}}}    (среднее геометрическое)
{\displaystyle U_{2n}={\frac {2U_{n}u_{n}}{U_{n}+u_{n}}}}    (среднее гармоническое).
Начав с шестиугольника, Архимед удваивал n четыре раза, дойдя до 96-угольника, который дал ему хорошую аппроксимацию длины окружности круга.
В современных обозначениях можно воспроизвести эти вычисления (и пойти дальше).
Для единичной окружности вписанный шестиугольник имеет периметр u6 = 6, а описанный шестиугольник имеет периметр U6 = 4√3.
Удваиваем семь раз, получаем
| k |  | n   |  | un        |  | Un        |  | (un + Un)/4 |
| - |  | --- |  | --------- |  | --------- |  | ----------- |
| 0 |  | 6   |  | 6,0000000 |  | 6,9282032 |  | 3,2320508   |
| 1 |  | 12  |  | 6,2116571 |  | 6,4307806 |  | 3,1606094   |
| 2 |  | 24  |  | 6,2652572 |  | 6,3193199 |  | 3,1461443   |
| 3 |  | 48  |  | 6,2787004 |  | 6,2921724 |  | 3,1427182   |
| 4 |  | 96  |  | 6,2820639 |  | 6,2854292 |  | 3,1418733   |
| 5 |  | 192 |  | 6,2829049 |  | 6,2837461 |  | 3,1416628   |
| 6 |  | 384 |  | 6,2831152 |  | 6,2833255 |  | 3,1416102   |
| 7 |  | 768 |  | 6,2831678 |  | 6,2832204 |  | 3,1415970   |
(здесь (un + Un)/2 аппроксимирует длину единичной окружности, которая равна 2π, так что (un + Un)/4 аппроксимирует π)
Последняя строка таблицы содержит число, близкое к 355⁄113 — отличному рациональному приближению числа π; лучшие приближения имеют знаменатели на несколько порядков больше.

### Улучшение Снелла-Гюйгенса
Снелл предложил (а Гюйгенс доказал) более тесные границы, чем у Архимеда:
{\displaystyle n{\frac {3\sin {\frac {\pi }{n}}}{2+\cos {\frac {\pi }{n}}}}<\pi <n[2\sin {\frac {\pi }{3n}}+\tan {\frac {\pi }{3n}}].}
Для n = 48 формула даёт приближение лучше (около 3,14159292), чем метод Архимеда для n = 768.

### Развитие формулы удваивания Архимеда
Пусть одна сторона вписанного правильного n-угольника имеет длину sn и пусть точки A и B — её концы. Пусть A′ — противоположная A точка на окружности, так что A′A является диаметром, а A′AB является вписанным треугольником, опирающимся на этот диаметр. По теореме Фалеса этот треугольник является прямоугольным (угол B прямой). Пусть длина A′B равна cn и эту длину будем называть дополнением sn. Тогда cn2+sn2 = (2r)2. Пусть точка C делит дугу AB пополам, и пусть C′ является противоположной C точкой окружности. Тогда длина CA равна s2n, длина C′A равна c2n, а C′CA снова является прямоугольным треугольником, опирающимся на диаметр C′C. Поскольку C делит дугу AB пополам, диаметр C′C перпендикулярен хорде AB, которую он пересекает, скажем, в точке P. Треугольник  C′AP тогда прямоуголен и подобен C′CA, поскольку у них общий угол C′. Получаем, что все три соответствующие стороны находятся в одной и той же пропорции. В частности, мы имеем C′A : C′C = C′P : C′A и AP : C′A = CA : C′C. Центр окружности O делит A′A пополам, так что треугольник OAP подобен  A′AB и длина OP равна половине длины A′B. В результате получаем
{\displaystyle {\begin{aligned}c_{2n}^{2}&{}=\left(r+{\frac {1}{2}}c_{n}\right)2r\\c_{2n}&{}={\frac {s_{n}}{s_{2n}}}.\end{aligned}}}
В первом равенстве отрезок C′P равен сумме C′O+OP, что равно r+1⁄2cn, а отрезок C′C является диаметром и его длина равна 2r. Для единичного круга получаем знаменитую формулу удвоения Людольфа Ван Цейлена
{\displaystyle c_{2n}={\sqrt {2+c_{n}}}.}
Если мы теперь построим правильный описанный n-угольник со стороной ″B″, параллельной AB, то OAB и OA″B″ являются подобными с отношением подобия A″B″ : AB = OC : OP. Обозначим описанную сторону Sn, тогда отношение превращается в  Sn : sn = 1 : 1⁄2cn. (Мы снова используем факт, что  OP равен половине A′B.) Получаем
{\displaystyle c_{n}=2{\frac {s_{n}}{S_{n}}}.}
Обозначим периметр вписанного многоугольника через un = nsn, а описанного через Un = nSn. Комбинируя равенства, получим
{\displaystyle c_{2n}={\frac {s_{n}}{s_{2n}}}=2{\frac {s_{2n}}{S_{2n}}},}
так что
{\displaystyle u_{2n}^{2}=u_{n}U_{2n}.}
Получили среднее геометрическое.
Можно также вывести
{\displaystyle 2{\frac {s_{2n}}{S_{2n}}}{\frac {s_{n}}{s_{2n}}}=2+2{\frac {s_{n}}{S_{n}}},}
или
{\displaystyle {\frac {2}{U_{2n}}}={\frac {1}{u_{n}}}+{\frac {1}{U_{n}}}.}
Получили среднее гармоническое.

## Аппроксимация случайными бросаниями
Если более эффективные методы недоступны, можно прибегнуть к «бросанию дротиков». Этот метод Монте-Карло использует факт, что при случайных бросаниях точки равномерно распространяются по площади квадрата, в котором расположен круг, число попаданий в круг приближается к отношению площади круга на площадь квадрата. Следует принимать этот метод как последнюю возможность вычисления площади круга (или фигуры любой формы), поскольку для получения приемлемой точности требует огромного числа испытаний. Для получения точности 10−n необходимо около 100n случайных испытаний .

## Конечная перегруппировка
Как мы видели, разбив диск на бесконечное число кусков мы можем из них затем собрать прямоугольник. Интересный факт был открыт относительно недавно Лацковичем , что мы можем разбить круг на большое, однако конечное число кусков, а затем перегруппировать их в квадрат той же площади. Сам вопрос о таком конечном разбиении носит название «Квадратура круга Тарского». 

## Обобщения
Мы можем растянуть круг до формы эллипса. Поскольку это растяжение является линейным преобразованием плоскости, оно изменяет площадь, но сохраняет отношения площадей. Этот факт можно использовать для вычисления площади произвольного эллипса, отталкиваясь от площади круга.
Пусть единичный эллипс описан квадратом со стороной 2. Преобразование переводит круг в эллипс путём сжатия или растяжения горизонтального и вертикального диаметров до малой и большой оси эллипса. Квадрат становится прямоугольником, описанным вокруг эллипса. Отношение площади круга к площади квадрата равно π/4, и отношение площади эллипса к площади прямоугольника будет тоже π/4. Если a и b — длины малой и большой осей эллипса. Площадь прямоугольника будет равна ab, а тогда площадь эллипса — πab/4.
Мы можем распространить аналогичные техники и на большие размерности. Например, если мы хотим вычислить объём внутри сферы, и мы знаем формулу для площади сферы, мы можем использовать приём, аналогичный «луковичному» подходу для круга.